# Umlage U1
Die Umlage U1 in Deutschland ist ein finanzieller Pflichtbeitrag bestimmter Arbeitgeber zur solidarischen Finanzierung eines Ausgleichs für die Arbeitgeberaufwendungen im Falle der Entgeltfortzahlung im Krankheitsfall an Arbeitnehmer. An dem Umlageverfahren nehmen diejenigen Arbeitgeber teil, die in der Regel nicht mehr als 30 anrechenbare Personen beschäftigen. Haben die teilnehmenden Arbeitgeber ihren Arbeitnehmern Entgeltfortzahlung bei Krankheit zu leisten, erstatten ihnen die Krankenkassen auf Antrag aus der Umlage zwischen 40 % und 80 % der Aufwendungen. Die Höhe des Erstattungssatzes richtet sich nach dem vom Arbeitgeber gewählten Prämiensatz der jeweiligen Krankenkasse. Es handelt sich also um eine Entgeltfortzahlungsversicherung für kleinere Arbeitgeber.
Durch dieses im Aufwendungsausgleichsgesetz geregelte so genannte U1-Verfahren soll verhindert werden, dass kleinere Arbeitgeber durch die Erfüllung der Entgeltfortzahlungsansprüche ihrer Arbeitnehmer finanziell überlastet werden.
Bei teilnehmenden Arbeitgebern gilt das Verfahren für alle Arbeitnehmer, auch für Auszubildende und privat versicherte Arbeitnehmer.

## Leistungen an den teilnehmenden Arbeitgeber
Im Fall der Krankheit eines Arbeitnehmers kann sich der Betrieb von der Umlagekasse grundsätzlich bis zu 80 % des nach dem Entgeltfortzahlungsgesetz fortzuzahlenden Entgeltes und bis zu 80 % der darauf entfallenden Arbeitgeberanteile erstatten lassen (§ 1 AAG). Allerdings kann die zuständige Krankenkasse diese gesetzlich festgelegte Erstattungshöhe durch Satzungsbestimmungen beschränken (§ 9 Abs. 2 AAG). Häufig anzutreffende Satzungsbestimmungen dieser Art sind:
- Die Festlegung eines niedrigeren Erstattungssatzes,
- Die Beschränkung der erstattungsfähigen Entgeltfortzahlung auf die Beitragsbemessungsgrenze der Rentenversicherung (vor dem Hintergrund, dass die Entgelte auch nur bis zu dieser Beitragsbemessungsgrenze zur Berechnung der Umlagebeiträge herangezogen werden), und
- Die Bestimmung, dass mit dem aus der Entgeltfortzahlung errechneten Erstattungsbetrag die Arbeitgeberanteile abgegolten sind.
- Die Höhe des Umlagesatzes (ermäßigt, normal oder erhöht)

Die Opportunitätskosten für den Wegfall der Arbeitsleistung werden nicht berücksichtigt.

## Teilnahmepflicht
Am Umlageverfahren müssen Arbeitgeber teilnehmen, die in der Regel – ausschließlich der zu ihrer Berufsausbildung Beschäftigten – nicht mehr als 30 Arbeitnehmer beschäftigen. Gemäß § 3 Abs. 1 Satz 5 AAG werden schwerbehinderte Menschen im Sinne des SGB IX nicht mitgezählt. Arbeitnehmer, die nicht vollzeitbeschäftigt sind, werden nach § 3 Abs. 1 Satz 6 AAG wie folgt berücksichtigt:
- als 0,25 Arbeitnehmer bei einer wöchentlichen Arbeitszeit von nicht mehr als 10 Stunden,
- als 0,50 Arbeitnehmer bei einer wöchentlichen Arbeitszeit von nicht mehr als 20 Stunden,
- als 0,75 Arbeitnehmer bei einer wöchentlichen Arbeitszeit von nicht mehr als 30 Stunden.

Beschäftigt ein Unternehmen beispielsweise zwei Arbeitnehmer mit jeweils 15 Wochenstunden, handelt es sich im Sinne dieser Vorschrift um 1,0 Arbeitnehmer. Dass beide Arbeitnehmer zusammen nur 30 Wochenstunden (und also 75 % einer Vollzeitbeschäftigung) leisten, bleibt genauso außer Betracht wie die Tatsache, dass zwei Personen im Unternehmen tätig sind.
Ein Arbeitgeber, der im vergangenen Jahr für einen Zeitraum von mindestens acht Kalendermonaten nicht mehr als 30 Arbeitnehmer beschäftigt hat (als Berechnungsgrundlage gilt hier der jeweils 1. des Monats) muss für das gesamte laufende Jahr am Ausgleichsverfahren teilnehmen. Sollte der Betrieb erst im Vorjahr gegründet und während des überwiegenden Teils der Kalendermonate die Arbeitnehmerzahl von 30 nicht überschritten worden sein, besteht Ausgleichsberechtigung.

## Beitragsbemessung
Die Beiträge werden jeweils in einem Prozentsatz des rentenversicherungspflichtigen Entgelts (Umlagesatz) festgesetzt und sind vom Arbeitgeber alleine zu tragen. Bei rentenversicherungsfreien oder von der Rentenversicherungspflicht befreiten Arbeitnehmern ist das Arbeitsentgelt maßgebend, nach dem die Rentenversicherungsbeiträge im Falle des Bestehens von Rentenversicherungspflicht zu berechnen wären. Einmalzahlungen werden bei der Berechnung der Umlage nicht berücksichtigt, da diese auch bei der Erstattung nicht angerechnet werden. Die Beiträge werden mit den Gesamtsozialversicherungsbeiträgen nachgewiesen und mit ihnen auch fällig. Gültig ist weiterhin die Beitragsbemessungsgrenze zur allgemeinen Rentenversicherung.
Die Höhe der Umlagesätze werden von den Krankenkassen jährlich in ihren Satzungen festgelegt, diese betragen beispielsweise bei den großen Kassen (mit über jeweils einer Million Versicherte) 2019 (2018) zwischen 0,9 % (0,9 %) und 4,1 % (3,9 %) in Abhängigkeit vom Erstattungssatz von 50 % bis 80 %. Die Erstattungssätze liegen 2019 zwischen 40 % und 80 %.
| AOK-Erstattungssatz der                                   | 50 %   | 55 %   | 60 %   | 65 %   | 70 %   | 75 %   | 80 %   | Quelle (2019) |
| --------------------------------------------------------- | ------ | ------ | ------ | ------ | ------ | ------ | ------ | ------------- |
| AOK Baden-Württemberg                                     | 1,90 % | –      | 2,50 % | –      | 2,80 % | –      | 4,05 % | [ 3 ]         |
| AOK Bayern                                                | 1,10 % | –      | 1,60 % | –      | 2,00 % | –      | 3,10 % | [ 4 ]         |
| AOK Bremen/Bremerhaven                                    | 1,70 % | –      | 2,30 % | –      | 3,60 % | –      | -      | [ 5 ]         |
| AOK Hessen                                                | 1,60 % | –      | 2,20 % | –      | 2,40 % | –      | 4,10 % | [ 6 ]         |
| AOK Niedersachsen                                         | –      | 2,00 % | –      | 2,60 % | –      | 3,50 % | –      | [ 7 ]         |
| AOK Nordost (Berlin, Brandenburg, Mecklenburg-Vorpommern) | 1,80 % | –      | –      | –      | 2,50 % | –      | –      | [ 8 ]         |
| AOK Nordwest (Schleswig-Holstein, Westfalen-Lippe)        | 1,70 % | –      | 2,30 % | –      | 2,80 % | –      | 3,90 % | [ 9 ]         |
| AOK Plus (Sachsen, Thüringen)                             | 2,00 % | –      | –      | 2,70 % | –      | –      | –      | [ 10 ]        |
| AOK Rheinland-Pfalz/Saarland                              | 1,50 % | –      | 2,20 % | –      | 2,80 % | –      | 3,50 % | [ 11 ]        |
| AOK Rheinland/Hamburg,                                    | 1,60 % | –      | 2,10 % | –      | 3,90 % | –      | –      | [ 12 ]        |
| AOK Sachsen-Anhalt                                        | 2,30 % | –      | 3,00 % | –      | –      | –      | 3,80 % | [ 13 ]        |

## Zuständigkeit
Die Ausgleichsverfahren werden bei
- den Ortskrankenkassen,
- den Innungskrankenkassen,
- den Betriebskrankenkassen,
- den Ersatzkassen, und der
- Deutschen Rentenversicherung Knappschaft Bahn-See als
  - Träger der knappschaftlichen Krankenversicherung,
  - Träger der Krankenversicherung der Seeleute,
  - Minijob-Zentrale

durchgeführt.
Zuständige Krankenkasse für die Ausgleichsverfahren ist die Krankenkasse, bei der der Arbeitnehmer versichert ist. Ist der Arbeitnehmer nicht in der gesetzlichen Krankenversicherung versichert, richtet sich die Zuständigkeit nach der Abführung der übrigen Sozialversicherungsbeiträge. Ausnahme: Bei geringfügig Beschäftigten (450-EUR-Jobs und kurzfristige Beschäftigungen) sind die Ausgleichsverfahren der Minijob-Zentrale einschlägig.